# Ян Опалінський (генеральний староста)
Ян Опалінський (пол. Jan Opaliński; 1629 — 18 лютого 1684) — державний діяч, урядник Королівства Польського в Речі Посполитій.

## Життєпис
Походив з польського магнатського роду Опалінських гербу Лодзя. Старший син Яна Пйотра Опалінського, підляського воєводи, і Катерини Лещинської. Народився у 1629 році.
З 1652 року виконував обов'язки маршалка земського срьодзького. 1653 році оженився на Софії Терезі, доньці Адама Ольбрахта Пшиємського, обозного великого коронного. У 1658 році був призначений підкоморієм познанським. Разом зі своїм батьком брав участь у битвах з українськими козаками і шведами, командуючи панцирною корогвою в коронній армії.
У 1661 році стає комісаром для визначення кордонів між Річчю Посполитою, Австрією і Бранденбургом у Сілезії та Померанії. У 1662 році сейм обрав його комісаром для перемовин з військами «конфедерації Священного Союзу» під Львовом. Лише у 1663 році вдалося вгамувати останніх.
У 1664 році призначається воєводою іновроцлавським, а в 1665 році став воєводою каліським. Того ж року після смерті Катерини Вейхер став претендувати на староство мендзижецьке. За рішенням короля, став орендарем староства мендзижецького, зобов'язавшись сплачувати брату Петру 10 тис. польських злотих на рік і Мацею Мясковському — 1200 злотих.
У Равичу заснував монастир францісканських реформатів і церкву Святої Трійці в Осєчна. Бажаючи привернути переселенців в розорені під час війни селища, проводив церковну ліберальну політику.
Під час рокоша Єжи Себастьяна Любомирського у 1665—1666 роках зберіг вірність партії короля Яна II Казимира.
В 1670 погодився на укладення шлюбів між лютеранами і католиками, а також на хрещення дітей в лютеранській церкві в разі згоди обох батьків. 1671 року щодо відмови від сплати за староство мендзижецьке.
Виступав також на боці монарха проти опозиції, яка готувала державний заколот під час правління короля Михайла Корибута Вишневецького у 1672 році. У 1672 році, незважаючи на підписання акту магнатської конфедерації, Ян Опалінський виявився на боці короля Міхала Корибута Вишневецького. Був членом Голамбської конфедерації, яка підтримувала останнього, але не відіграв в неї значної ролі. Проте був призначений комісаром для відкриття королівської скарбниці після смерті Вишневецького у 1673 році.
У 1673 році брав участь в Другій битві під Хотином під орудою Яна Собеського проти османського війська, отримавши в нагороду староства конінське і одолянувське. Брав участь в елекційному сеймі, де підтримав кандидаатуру Яна Собеського як короля Речі Посполитої.
У 1678 році, добровільно відмовився від каліського воєводства, а натомість призначається на посаду генерального старости великопольського і воєводи бжесць-куявського. Помер 1684 року.